# Westphales
Westphales est le nom de la plus occidentale des trois grandes tribus de la Saxe primitive.